# Bombardopolis
Bombardopolis, in creolo haitiano Bonbadopolis, è un comune di Haiti facente parte dell'arrondissement di Môle-Saint-Nicolas nel dipartimento del Nordovest.